# Detroit Film Critics Society
Detroit Film Critics Society je organizace se základnou v Detroitu v Michiganu, skládající se ze skupiny filmových kritiků. Byla založena v roce 2007. Každoročně předává na konci roku ceny Detroit Film Society Award těm nejlepším filmům z předchozího roku.

## Jednotlivé kategorie
- Nejlepší film
- Nejlepší režie
- Nejlepší mužský herecký výkon v hlavní roli
- Nejlepší ženský herecký výkon v hlavní roli
- Nejlepší mužský herecký výkon ve vedlejší roli
- Nejlepší ženský herecký výkon ve vedlejší roli
- Nejlepší obsazení
- Objev roku
- Nejlepší scénář
- Nejlepší dokument
- Nejlepší animovaný film
- Nejlepší filmová hudba